# شهرستان چینگلونگ (گوئیژو)
شهرستان چینگلونگ (به انگلیسی: Qinglong County) یک شهرستان در چین است که در کیانشینان واقع شده‌است.